# Judiska autonoma länet
Judiska autonoma länet (ryska: Еврейская автономная область, Jevrejskaja avtonomnaja oblast; jiddisch: ייִדישער אױטאָנאָמע געגנט , yidishe avtonome Gegnt) är ett ryskt autonomt län (oblast) beläget i sydöstra Sibirien i vid gränsen mot Kina. Det har en yta på omkring 36 000 km² och cirka 174 000 invånare. Genom området flyter floderna Amur, Bira och Bidzjan. Huvudort i oblastet är Birobidzjan. Officiella språk är ryska och jiddisch. 
De viktigaste näringarna är odling av spannmål, vallväxter, sojabönor och solrosor. Största delen av befolkningen bor vid transsibiriska järnvägen eller floden Amur.
Judiska autonoma länet (JAO) kallas ibland Birobidzjan, efter huvudorten.
Oblastet inrättades 7 maj 1934 för att ge judarna autonomi inom ramen för Sovjetunionen och därmed skapa ett alternativ till sionismen. Området hade tidigare varit en del av Chabarovsk kraj.
Som mest utgjorde judar 45% av befolkningen i området, den 1 september 1934. Sedan minskade siffran, till stor del p.g.a. att många av områdets invånare dog i strid under andra världskriget. Efter 1991 utvandrade många av länets judar till Israel, efter att diplomatiska förbindelser upprättats mellan länderna.
Länets lokalparlament består av 19 ledamöter som väljs i val vart femte år.

## Administrativ indelning
Judiska autonoma länet är indelat i en stad under oblastets styre samt i fem rajoner.
| Stad / Rajon          | Invånarantal 9 oktober 2002 | Invånarantal 14 oktober 2010 | Invånarantal 1 januari 2012 |
| --------------------- | --------------------------- | ---------------------------- | --------------------------- |
| Birobidzjan (stad)    | 77 250                      | 75 413                       | 76 203                      |
| Birobidzjanskij rajon | 13 018                      | 11 907                       | 11 861                      |
| Leninskij rajon       | 22 844                      | 20 684                       | 20 092                      |
| Oblutjenskij rajon    | 36 515                      | 29 035                       | 28 018                      |
| Oktjabrskij rajon     | 13 095                      | 11 354                       | 10 842                      |
| Smidovitjskij rajon   | 28 193                      | 28 165                       | 27 396                      |
| Totalt                | 190 915                     | 176 558                      | 174 412                     |

Den enda övriga staden i länet, förutom Birobidzjan, är Oblutje i Oblutjenskij rajon.

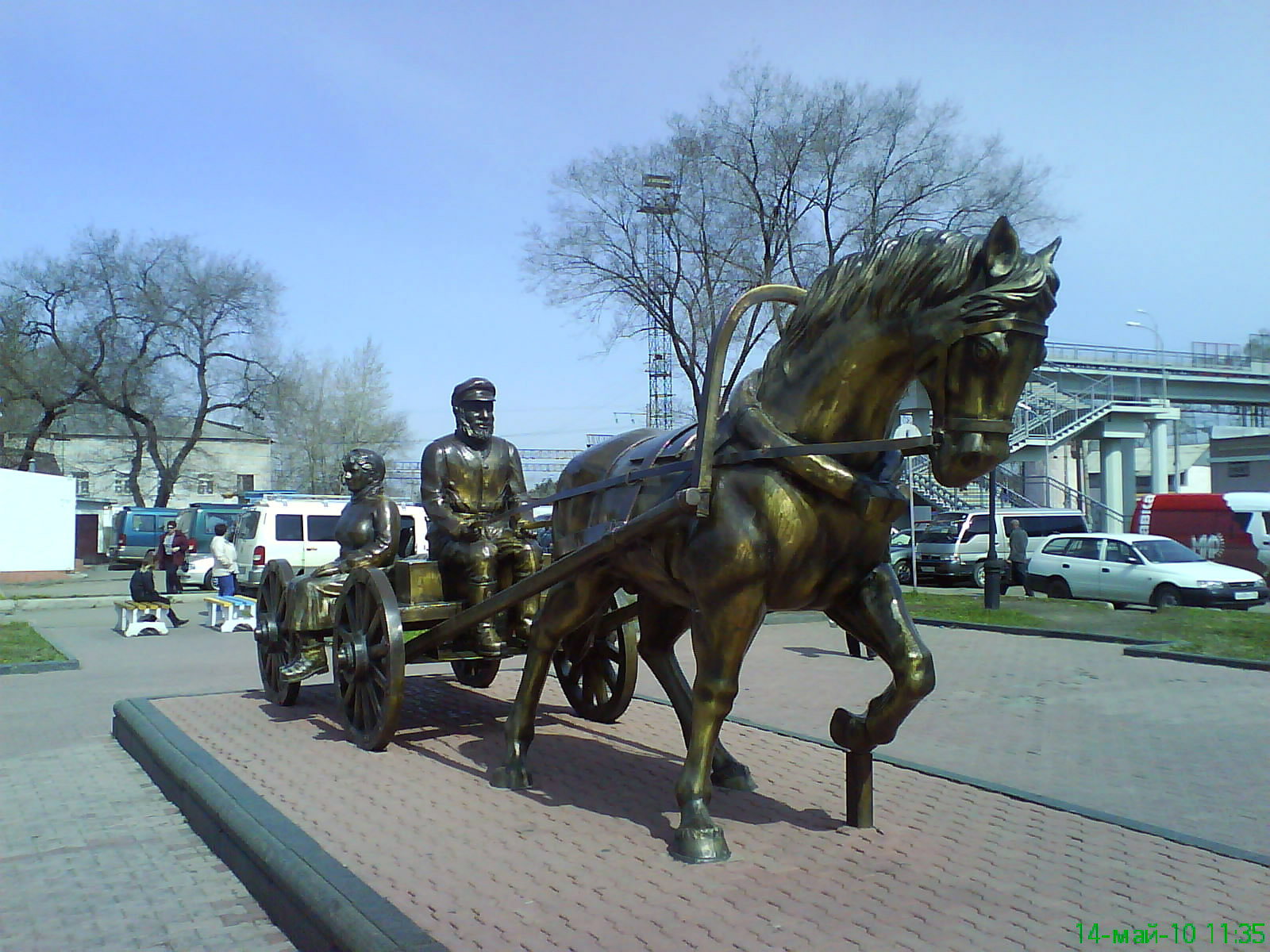
Staty om migranter i Birobidjan järnvägsstation.